# Supersypnoides missionaria
Supersypnoides missionaria är en fjärilsart som beskrevs av Emilio Berio 1958. Supersypnoides missionaria ingår i släktet Supersypnoides och familjen nattflyn. Inga underarter finns listade i Catalogue of Life.